# Werchnie
Werchnie (ukr. Верхнє) – wieś na Ukrainie, w obwodzie lwowskim, w rejonie samborskim (wcześniej w rejonie turczańskim). W 2001 roku liczyła 877 mieszkańców. 
Pierwsza wzmianka o wsi pochodzi z 1564 roku. Do 1946 roku miejscowość nosiła nazwę Butelka Wyżna.
W II Rzeczypospolitej wchodziła w skład powiatu turczańskiego. W 1921 roku liczyła 649 mieszkańców.

## Ważniejsze obiekty
- cerkiew greckokatolicka - spłonęła 7 stycznia 2015 roku[1].